# Плавни
Пла́вни (только мн. число):

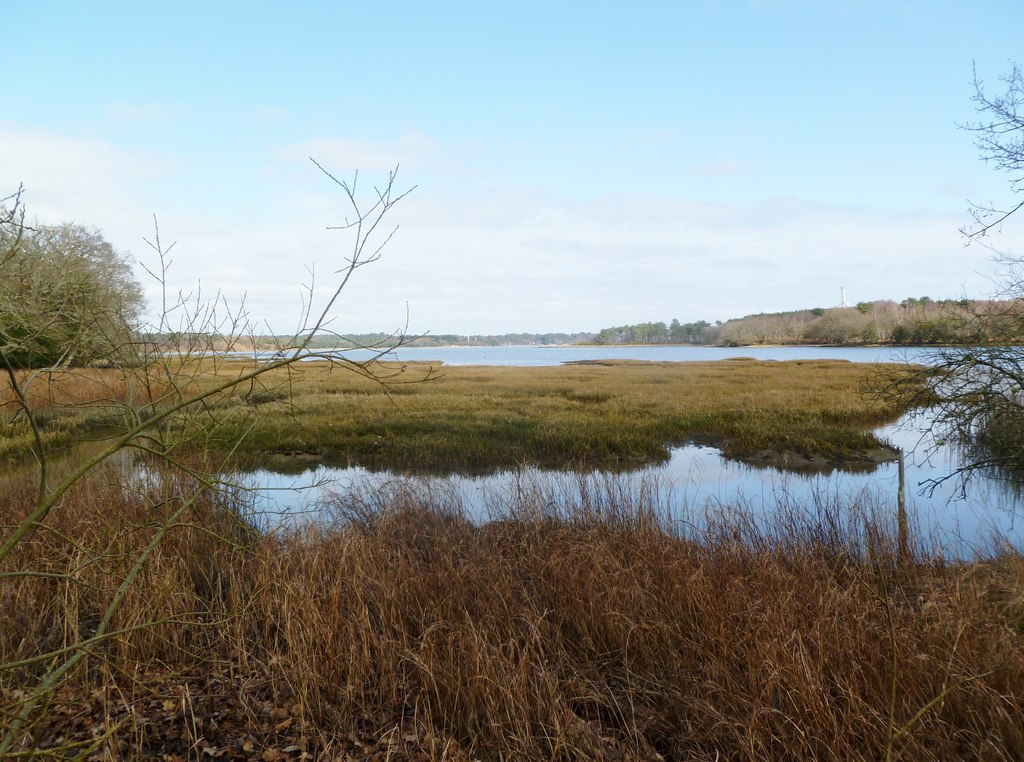
Плавни (Англия)

- Длительно затапливаемые поймы рек и озёр, и дельты, покрытые зарослями кустарника, тростника, рогоза или осоки. Растения при характерном водном режиме — амфифиты (корни находятся под водой, а стебли возвышаются над водной гладью).
- Сами заросли тростника, рогоза, осоки, ив и других растений на затапливаемых поймах рек и озёр и в дельтах рек.

## Описание
Отличаются богатой флорой и фауной. В плавнях обычно обитает большое количество птиц. Значительные площади плавни занимают в дельтах Амударьи, Волги, Прута, Днестра, Дуная, Днепра, Дона, Кубани. В результате мелиоративных работ плавни осушаются и используются для выращивания сельскохозяйственных культур. В связи со строительством водохранилищ и уменьшением паводковых вод площадь плавней заметно сократилась. Водный режим: амфибиальный.